# 富樫広蔭
富樫 広蔭（とがし ひろかげ、寛政5年12月19日（1793年1月21日） - 明治6年8月24日（1873年8月24日））は、幕末から明治初期の国学者。本姓は井手、幼名は豊松、号は言幸舎。

## 経歴・人物
紀伊の和歌山に生まれる。1796年（寛政8年）に父が急死し、以後は母が養育したが、かなりの腕白者だったらしく、手習いにも行かなかったという。1813年（文化10年）から人に勧められて狂歌に凝り始め、花廼屋咲足と称した。
やがて伊勢へ移り、1822年（文政5年）には本居大平の養子となり、庄左衛門長平または影友と称した。大平及び本居春庭の門人となり、国学を学んだ。1823年（文政6年）に離籍し、曾祖母の姓を継いで富樫広蔭と名乗る。1819年（文政12年）に桑名の城下に移り住み、間もなくして結婚。1850年（嘉永3年）に同地の三崎春日社の神職となり、鬼島倭と改名する。
1858年（安政5年）には子の広睦に鬼島家を譲り、自身は富樫家に戻った。それ以降は『古事記』『日本書紀』『万葉集』『土佐日記』等の古学研究に専念する。広蔭が輩出した門人は172人にも上ったとされている。
没後、活動拠点とした桑名の大福田寺に葬られた。また、1883年（明治16年）に門人たちが「桑名皇学会」を設立し、広蔭の学問を受け継いでいる。

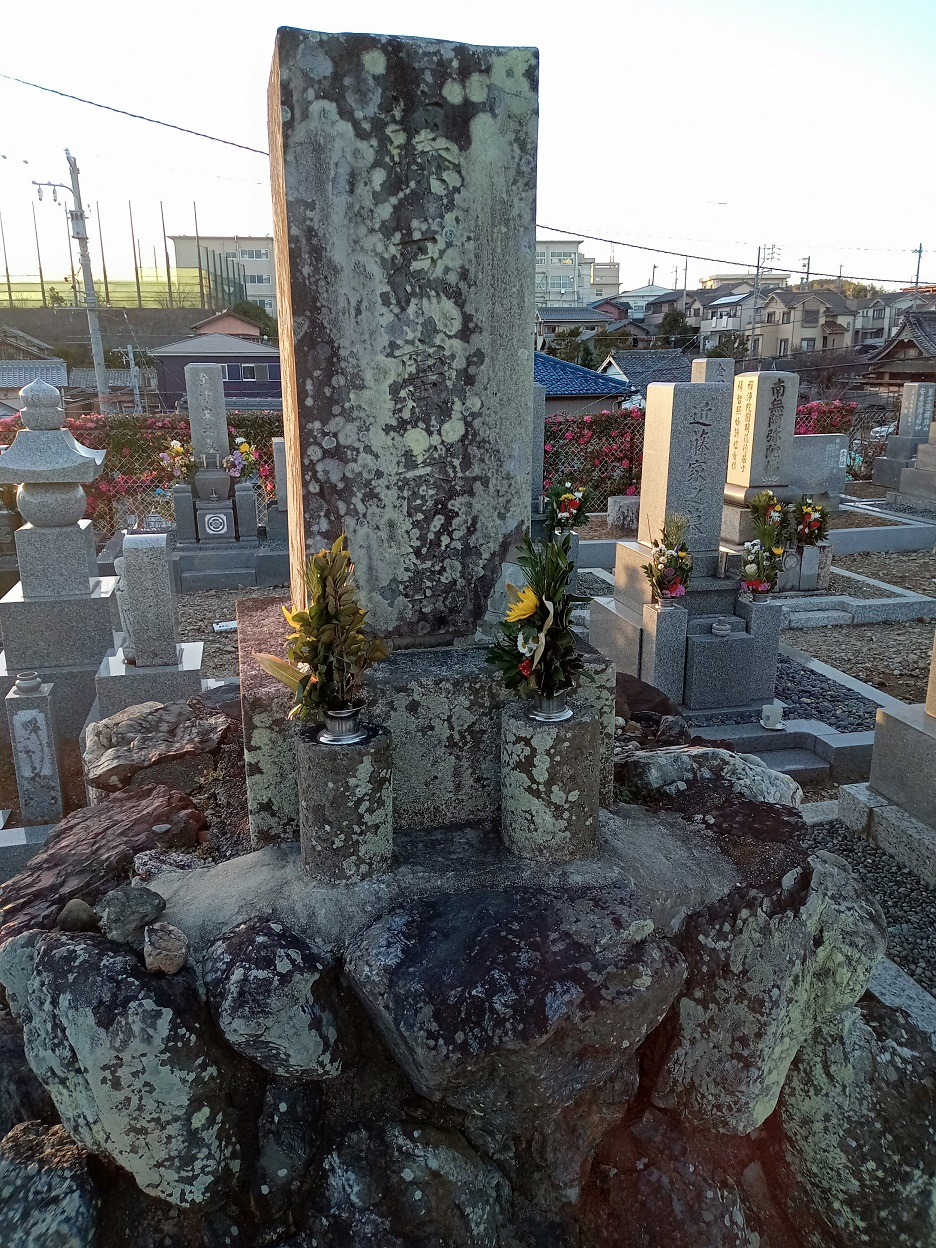
富樫広蔭の墓
三重県桑名市の大福田寺

## 業績
文法書『詞玉橋』は日本語学史上において「本居語学の最も優れた体系的な著述」と評される。この書の体系を図表にしたものが『辞玉襷』である。広蔭が唱えた「品詞論」は、師匠の一家で本居宣長をはじめとする本居家の国学の興隆に貢献したことで有名となった。
しかし、数多くの書籍を著しながら、そのほとんどが刊行されていない。これは明治維新の動乱期に桑名藩が朝敵と見做されていた中で研究の大半が散佚してしまったことや、西洋の言語学が紹介されたことで学界の情勢が一変したことに起因する。

## 著書
- 『詞玉橋』：1826年（文政9年）初稿成立、1846年（弘化3年）改稿成立、1891年（明治24年）刊行[6]
- 『辞玉襷』：1829年（文政12年）刊行[6]
- 『言幸舎歌集』
- 『塊老翁随筆』